# クラウディア・プルクラ (マルクス・ユニウス・ブルトゥスの妻)
クラウディア・プルクラ (ラテン語: Claudia Pulchra) は、アッピウス・クラウディウス・プルケルの長女。大クラウディア・プルクラとも呼ばれる。

## 家族
父はプブリウス・クロディウス・プルケルの兄で、紀元前57年にプラエトルを務めた人物である。妹に小クラウディア・プルクラがいる。

## 結婚
大クラウディア・プルクラは、紀元前44年にプラエトルを務め後に終身独裁官ガイウス・ユリウス・カエサルを暗殺した一人として知られるマルクス・ユニウス・ブルトゥスの最初の妻となった。この結婚は、父アッピウス・プルケルが裕福なブルトゥスと、その叔父でオプティマテスの指導者小カトとの結びつきを強めるためのものだった。紀元前50年にアッピウス・プルケルが収賄の疑いでプブリウス・コルネリウス・ドラベッラに糾弾された際には、ブルトゥスはアッピウス・プルケルが無罪判決を勝ち取るのに貢献した。しかし紀元前45年、ブルトゥスは理由を告げずクラウディア・プルクラと離縁し、小カトの娘で自身の従姉妹にあたるポルキア・カトニスと再婚した。